# کوپر کمپانیز
کوپر کمپانیز (انگلیسی: The Cooper Companies) شرکت تجهیزات پزشکی آمریکایی است، که در سال ۱۹۵۸ تأسیس شد.